# Блажо Тодоровски
Блажо Тодоровски Чичето (Ресава, код Кавадараца, 13. април 1902 — Никодин, код Прилепа, 16. јун 1943), учесник Народноослободилачке борбе и народни херој Југославије.

## Биографија
Рођен је 13. априла 1902. године у селу Ресава код Кавадараца, у крајње сиромашној породици. Његово село било је познато по активности ослободилачког покрета у Македонији. Активности комита у Тиквешу често је била повезана са овим селом и са Блажовом породицом. Живећи у крајњем сиромаштву, од детињства је морао да чува стоку. Још као дете изгубио је мајку.
Као младић аргатује где год би нашао посла, а највише у Кавадарцима. Тамо је дошао у контакт с идејама о социјалној и националној слободи, за које су се бориле радничка класа и Комунистичка партија Југославије. Тако је Блажо прихватио комунистичке идеје и био спреман да се прикључи партијској организацији. У току 1938. године, све је више био у контакту с истомишљеницима, па се тада и укључио у предизборну борбу опозиције.
Одмах после окупације 1941. године, истакао се у прикупљању оружја које је одбацила краљевска војска у Априлском рату. После напада Немачке на Совјетски Савез, био је примљен у чланство КПЈ. У току примпрема за оружани устанак, обилазио је тиквешка села, организовао активисте и припремао их да ступе у партизанске редове.
Његова активност посебно се интензификовала крајем 1942. и почетком 1943. године, кад је у селима Драдња и Ресава организовао илегални смештај рањених партизана из одреда „Димитар Влахов“ и водио бригу о њима. Кад је бугарска полиција успела да открије скровишта рањених партизана, Блажо је морао да се повуче у илегалност.
Ускоро је и сам ступио у партизанске редове и, маја 1943. године, постао заменик команданта партизанског одреда „Добри Даскалов“. На овој дужности истакао се подвизима у борбама код Бојанчишта, Драдње и Гарникова. У тиквешком крају тада је био познат као храбри чика Блажо.
У борби код места Ножот, Блажо је са једном десетином кренуо у напад на бугарске редове да изврши пробој и омогући одреду пролаз. Напад је успео, бугарска блокада пробијена, а одред је могао да прође. Међутим, у јуришу је Блажо био тешко рањен. После неколико дана, ношен од својих другова, подлегао је ранама.
Указом председника Федеративне Народне Републике Југославије Јосипа Броза Тита, 11. октобра 1953. године, проглашен је за народног хероја.